# Bièvres (Essonne)
Vauhallan  [biɛvʁ] je město v jihozápadní části metropolitní oblasti Paříže ve Francii v departmentu Essonne a regionu Île-de-France. Od centra Paříže je vzdálené 15 km.

## Sousední obce
Vauhallan sousedí se Jouy-en-Josas, Vélizy-Villacoublay, Clamart, Châtenay-Malabry, Verrières-le-Buisson, Saclay, Vauhallan a Igny.

## Vývoj počtu obyvatel
Počet obyvatel

## Osobnosti obce
- Georges Mareschal, chirurg
- Germain Pichault de La Martinière, chirurg
- Frédéric Soulié, spisovatel
- Victor Mottez, malíř
- Auguste Geffroy, historik
- Ernest Laurent, malíř
- Georges Ferdinand Bigot, malíř
- Albert Mirot, historik
- Bernard Fresson, herec

## Památky
- château de la Martinière

## Partnerská města
- Palestrina